# Дюма, Ролан
Ролан Дюма (фр. Roland Dumas; 23 августа 1922, Лимож, Вьенна Верхняя, Франция — 3 июля 2024) — французский государственный и политический деятель. Адвокат и дипломат. Социалист. Министр европейских дел Франции с 19 июля по 7 декабря 1984 и министр внешних сношений Франции с 7 декабря 1984 по 20 марта 1986 в кабинете Лорана Фабиуса.
Дюма вновь служил Французской Республике, возглавляя дипломатическое ведомство в кабинетах Рокара, Крессон и Береговуа с 12 мая 1988 по 29 марта 1993, а позднее занимал должность председателя Конституционного совета Франции в 1995—1999 годах.
Под председательством Дюма Конституционный Совет принял решение в пользу полного судебного иммунитета французского президента, признанное спорным с учётом многочисленных скандалов, в которых оказались замешаны и Жак Ширак, и Дюма.
В мае 2007 года Дюма получил 12 месяцев тюремного заключения (условно) за преступление, связанное с присвоением средств фонда Альберто и Аннетт Джакометти.
Ролан Дюма — член Чрезвычайного комитета по Ираку. Он — дипломированный специалист Парижского института политических исследований.
Умер 3 июля 2024 года в возрасте 101 года.

## Награды
- Офицер ордена Почётного легиона (1995)[8]
- Военный крест 1939—1945[8]
- Крест Добровольцев[8]
- Кавалер Большого Креста ордена За заслуги перед ФРГ[8]
- Кавалер Большого креста ордена Изабеллы Католички[8]
- Большой крест ордена За заслуги перед Итальянской Республикой[9]
- Юбилейная медаль «20 лет Конституции Казахстана» (Казахстан, 2015)[10]